# Cerkiew Poczajowskiej Ikony Matki Bożej w Kowlu
Cerkiew Poczajowskiej Ikony Matki Bożej – prawosławna cerkiew w Kowlu, należąca do eparchii włodzimiersko-wołyńskiej Ukraińskiego Kościoła Prawosławnego Patriarchatu Moskiewskiego.

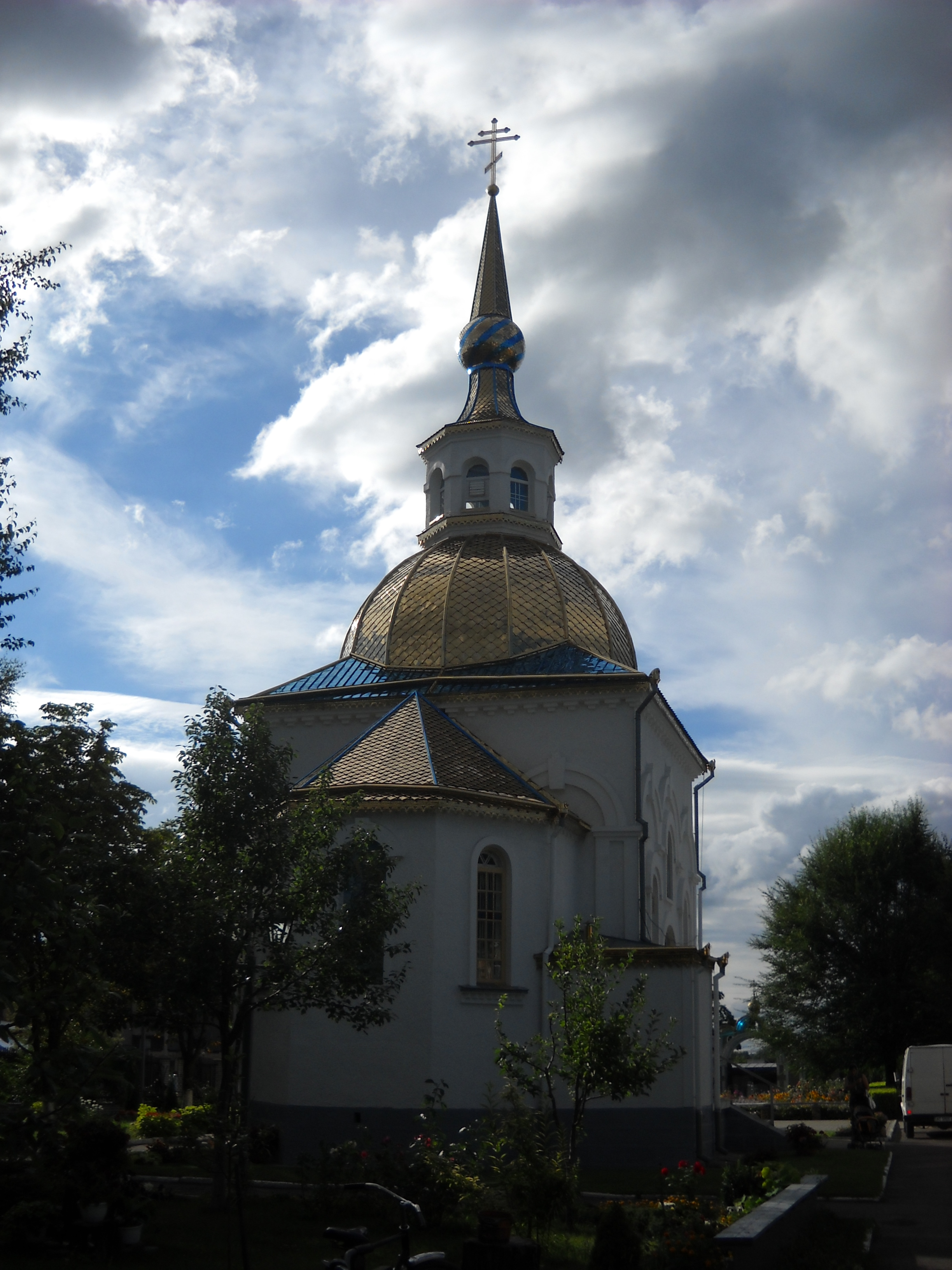

Świątynia znajduje się w sąsiedztwie dworca kolejowego w Kowlu i została wzniesiona jako kaplica przeznaczona dla podróżnych. Parafia, której świątynią jest cerkiew, została zarejestrowana w 1997.